# Kızıltoprak (Kadıköy)
Kızıltoprak ("Terra rossa" in italiano) è un quartiere (in turco semt) del distretto di Kadıköy, nella parte anatolica di Istanbul.

## Descrizione
Il quartiere è sede di molti negozi che operano in ambito sanitario e commerciale. È l'unico punto in cui Bağdat Caddesi scorre in entrambe le direzioni e il traffico è molto intenso a tutte le ore del giorno. Nonostante il traffico intenso, le strade laterali di Kızıltoprak rimangono tranquille.

## Monumenti e luoghi d'interesse
Qui si trovano la statua di Vecihi Hürkuş, l'Ufficio del Muftī di Kadıköy e la vecchia scuola superiore intitolata a Kenan Evren. Vi si trovava anche la storica stazione di polizia di Kızıltoprak, che è stata demolita. 

## Scuole
La scuola superiore Kenan Evren era in precedenza la scuola secondaria di Kadıköy: essa era costituita da due edifici opposti l'uno all'altro, e all'epoca della sua costruzione funzionava come scuola rüşdiye.